# Dürnten
Dürnten est une commune suisse du canton de Zurich.

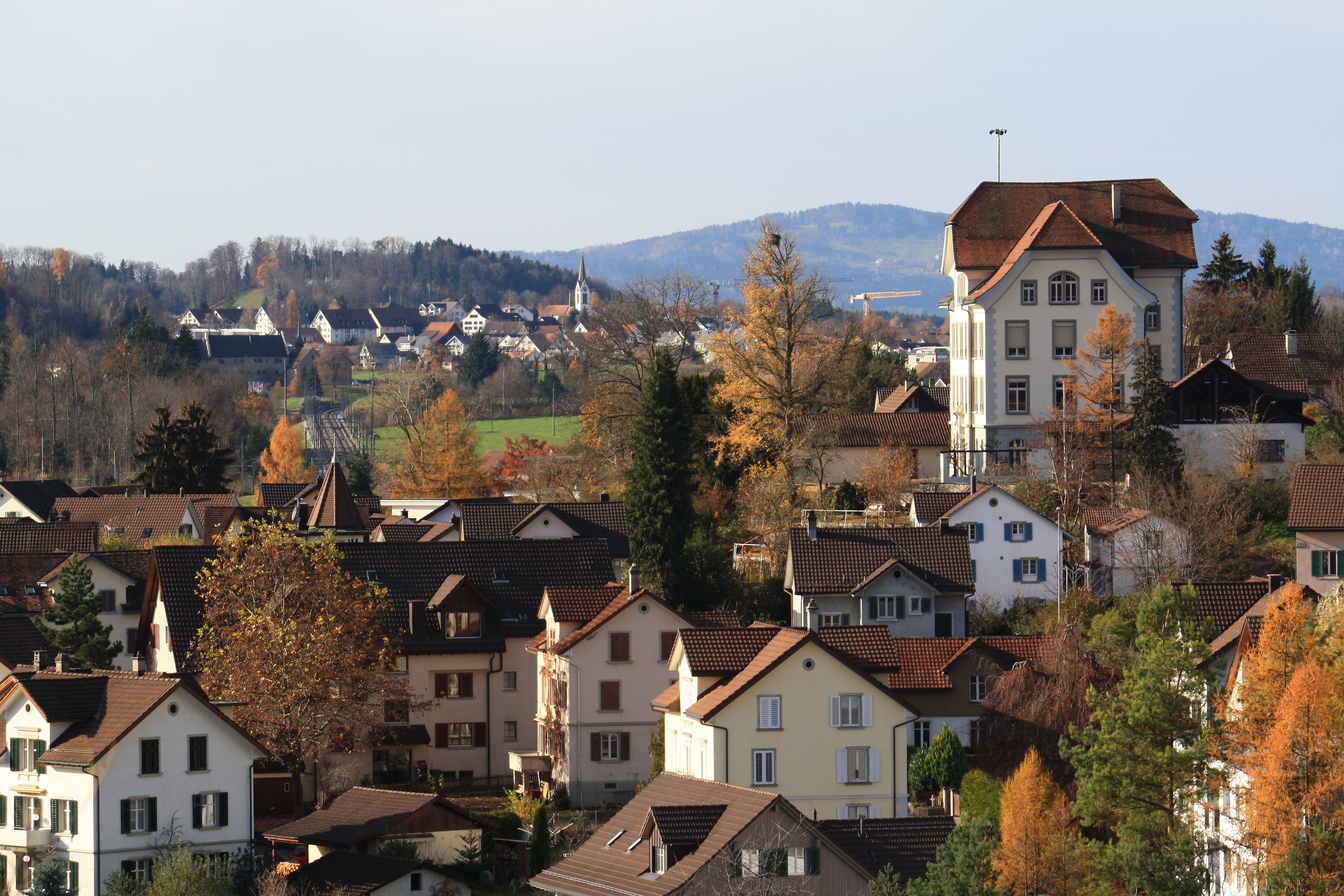
Dürnten, Tann et Pfannenstiel, vue de Haltberg à Rüti.

## Personnalités
- Paul Egli, coureur cycliste professionnel.